# I rapporti colpevoli
I rapporti colpevoli è un romanzo, parzialmente autobiografico, dell'autore italiano Fulvio Tomizza del 1992.

## Trama

### Come una prefazione
Nella finzione letteraria, il fratello del narratore spiega di aver raccolto per la pubblicazione gli scritti del suo congiunto scomparso, come a formare una "specie di autobiografia a spezzoni".

### Parte prima

#### 1.Il posto di lavoro
Il narratore ripercorre il rapporto avuto con Giulio Orleri, suo superiore nella sede Rai Friuli Venezia Giulia, presso la quale ha a lungo lavorato, con i riconoscimenti (pochi) e le vessazioni (tante) avute da lui. Purtuttavia, riconosce di esserne stato influenzato e di averlo influenzato a sua volta, anche in aspetti meno appariscenti della vita privata.

#### 2.Amore negli alberghi
Il narratore rievoca i fugaci incontri amorosi avuti durante le notti passate in alberghi, lontano dalla sua casa: un'impiegata croata (sua prima fiamma di gioventù) a Fiume, una donna conosciuta in un night club a Lubiana, una cantante a Belgrado, un'emigrata jugoslava a Klagenfurt, una giornalista tunisina a Roma, una studentessa universitaria a Siviglia, un'italianista a Monaco di Baviera, un'ungherese a Varsavia.
In tutti questi incontri non gli sembra di aver tradito la moglie proprio perché avvenuti al di fuori della casa coniugale.

#### 3.Madre moglie figlia
A Barcellona per presentare un suo libro, il narratore fa la conoscenza di una ventunenne spagnola molto attraente, di nome Nuña. La rivede in occasione di un altro viaggio nella città catalana e ha con lei un rapporto sessuale; inizia a provare qualcosa per lei, ma allo stesso modo ammette che non lascerebbe mai sua moglie.
L'avventura lo spinge a fare delle riflessioni sulle tre donne a lui più vicine: sua madre, sua moglie Ester Valenza e sua figlia, della quale disapprova le scelte dei fidanzati ma di cui infine accetta le decisioni.

#### 4.La donna del destino
Il narratore ripercorre la storia del rapporto con la moglie Ester, da quando la conobbe, aspirante cantante lirica figlia di un musicista, ai due figli nati morti prima di riuscire ad averne una che sopravvivesse al parto. Ne dipinge i tratti caratteriali e ne considera il rapporto con la sua ascendenza ebraica.
La loro relazione rischia di essere messa in crisi da un solo tradimento particolare: quello consumato con la trentenne austriaca Gerda, conosciuta a Trieste e portata in giro per l'Istria e per l'Austria.

### Parte seconda

#### 5.L'uovo della nonna
Partendo dall'influenza che ebbe su di lui la nonna materna Cecilia Trento, il narratore passa in rassegna i suoi ascendenti. Il nonno Gregorio Grabar, che aveva combattuto la Prima guerra mondiale dalla parte austriaca, era un pastore della Cicceria che si era reinventato agricoltore nella località di Mandulìa, e che nonostante anni di duro lavoro non riuscì a ripagare la tessa che aveva acquistato a credito, che fu messa all'asta; i nonni si stabilirono così a Giurizzani, in una casetta vicino a quella del genero Nando, padre del narratore. Dopo la morte di Gregorio, Cecilia portò sempre il lutto. Tra i vari figli e figlie, Eligia si fece una fama di guaritrice con poteri soprannaturali, che replicò anche in Argentina, dove emigrò e da dove tornò per far visita alla madre nella speranza d'incontrare il papa in una successiva tappa a Roma.
La nonna Cecilia morì per una brutta caduta a casa della figlia Assunta (detta Sunta) a Trieste; quasi tutti i suoi discendenti si erano trasferiti dalla parte italiana del confine dopo il passaggio dell'Istria alla Jugoslavia.
Al narratore rimase il rimpianto di non essere riuscito a farsi friggere dalla nonna un uovo come essa aveva fatto per suo figlio Firmino, che non vedeva da molti anni benché abitasse a Pirano, a pochi chilometri di distanza.

#### 6.I ritorni
Il narratore si sofferma ancora sui suoi parenti, in particolare sul rapporto con gli zii acquisiti Piero, marito dell'Eligia emigrata in Argentina, che lo aiutò nei lavori di rimodernamento del podere di Giurizzani, e Igor, figlio di un fascista milanese e marito di Sunta, che dal padre aveva ereditato il temperamento da attaccabrighe.
La morte della nonna Cecilia fu motivo di nuovi attriti tra i parenti per la spartizione dell'eredità.

#### 7.Quale congedo
Il narratore mette a confronto il proprio comportamento, con i suoi tradimenti, e quello della moglie, che suppone gli sia sempre rimasta fedele perché sinceramente innamorata, e ritiene che la differenza negli esiti sia dipesa da una diversa accettazione del modello educativo che fu impartito loro da ragazzi. Prende poi a scrivere dell'ossessione per il suicidio, dal primo tentativo all'età di quindici anni fino a quelli più recenti.

### Appendice:Il letto della Pizia
Si tratta di frammenti narrativi di minore estensione che, nella finzione, il fratello del narratore dice di avere raccolto in questa sezione.

## Edizioni
- Fulvio Tomizza, I rapporti colpevoli, collana Letteraria, Milano, Bompiani, 1992, ISBN 88-452-1902-X.
- Fulvio Tomizza, I rapporti colpevoli, Milano, Club degli Editori, 1993.
- Fulvio Tomizza, I rapporti colpevoli, collana Tascabili Bompiani, n. 419, Milano, Bompiani, 1995, ISBN 88-452-2706-5.
- Fulvio Tomizza, I rapporti colpevoli, collana Tascabili Bompiani, n. 419, 3ª ed., Milano, Bompiani, 2009, ISBN 978-88-452-4436-0.